# 용암중학교 (충북)
용암중학교(龍岩中學校)는 대한민국 충청북도 청주시 상당구 용암동에 있는 공립 중학교이다.

## 학교 연혁
- 1994년 3월 25일 : 용암중학교 설립인가(12학급)
- 1995년 3월 4일 : 제1회 입학식 (594명)
- 1998년 2월 10일 : 제1회 졸업식 (616명)
- 2014년 2월 13일 : 다목적교실(용암관) 준공
- 2017년 3월 1일 : 도지정 교육실습 협력학교 운영(서원대, 2년)
- 2023년 3월 1일 : 학교현장실습학기제 시범운영 연구학교(교육부 요청)
- 2023년 12월 29일 : 제27회 졸업식(224명, 누계 8,838명, 8학급)
- 2024년 3월 1일 : 전병일 교장 취임
- 2024년 3월 4일 : 제30회 입학식(남 112명, 여 112명 계 224명, 8학급)

## 참고 자료
- 용암중학교 - 한국교육학술정보원 학교알리미